# 석천사거리역
석천사거리역(Seokcheon Sageori station, 石泉四거리驛)은 인천광역시 남동구 구월동에 위치한 인천 도시철도 2호선의 전철역이다. 건설 당시엔 구월역으로도 알려졌다.

## 역사
- 2015년 10월 5일 : 석천사거리역으로 역명 결정[1]
- 2016년 7월 30일 : 인천 도시철도 2호선 개통과 함께 영업 개시[2]

## 역 구조
2면 2선의 상대식 승강장을 갖추고 있으며, 스크린도어가 설치되어 있다.

### 승강장
| 인천시청 ↑   |
| \| 상        |
| ↓ 모래내시장 |

| 상행 | ● 인천 도시철도 2호선 | 주안·석남·서구청·아시아드경기장·검암·검단오류 방면 |
| 하행 | ● 인천 도시철도 2호선 | 만수·남동구청·인천대공원·운연 방면                 |

- 대합실을 통과해 반대편 승강장으로 이동이 가능하다.

## 역 주변
| 나가는 곳 | 방면                                                                    |
| --------- | ----------------------------------------------------------------------- |
| 1         | 간석1동 행정복지센터 간석2동 행정복지센터 상인천초등학교                |
| 2         | 인천상아초등학교 간석초등학교 인제고등학교 상인천중학교                 |
| 3         | 구월2동 행정복지센터 구월1동 행정복지센터 정각초등학교 인천구월초등학교 |
| 4         | 인천광역시청 인천광역시교육청 인천석천초등학교 구월중학교 인천시의회    |

## 인접한 역
| 인천 도시철도 2호선         | 인천 도시철도 2호선   | 인천 도시철도 2호선       |
| --------------------------- | --------------------- | ------------------------- |
| I221 인천시청 검단오류 방면 | ● 인천 도시철도 2호선 | I223 모래내시장 운연 방면 |